# Андреев, Николай Михайлович
Никола́й Миха́йлович Андре́ев (1923 — январь 1944) — гвардии сержант, командир отделения 239-го гвардейского стрелкового полка 76-й гвардейской стрелковой дивизии, Герой Советского Союза (1944, посмертно), пропал без вести во время Великой Отечественной войны.

## Биография
Николай Андреев родился в 1923 году в деревне Анчуки (ныне урочище в Вяземском районе Смоленской области) в крестьянской семье. По окончании семи классов школы стал работать в колхозе. С 1937 года проживал в Очаково Кунцевского района Московской области, где работал автослесарем.
В Красную Армию Андреев был призван в 1942 году, но на фронт попал лишь в сентябре 1943 года. 28 сентября 1943 года во время проведения войсковых операций по форсированию советскими частями Днепра, Андреев с двумя бойцами переправился на занятый врагом берег реки. Подавив несколько пулемётных точек, они содействовали успешной переправе основных сил. В ходе боя Андреев получил ранение, но не выбыл из строя.
Указом Президиума Верховного Совета СССР «О присвоении звания Героя Советского Союза генералам, офицерскому, сержантскому и рядовому составу Красной Армии» от 15 января 1944 года удостоен звания Героя Советского Союза за «образцовое выполнение боевых заданий командования по форсированию реки Днепр и проявленные при этом мужество и героизм» с вручением медали «Золотая звезда» и ордена Ленина.. Вручение награды не состоялось, поскольку в январе 1944 года Андреев пропал без вести.